# 伊万·马耶斯基
伊万·马耶斯基（1976年9月2日—），斯洛伐克男子冰球运动员。他曾代表斯洛伐克参加2002年和2006年冬季奥林匹克运动会冰球比赛，分别获得第13名和第5名。